# Psidium
Psidium és un gènere de plantes angiospermes de la família de les mirtàcies (Myrtaceae). Són plantes natives de Mèxic, Amèrica Central, Amèrica del Sud, amb la sola excepció de Xile i la part sud de l'Argentina. Actualment es cultiven varietats introduïdes a zones tropicals i subtropicals d'Àsia i Àfrica.

## Descripció
Són arbusts o arbres petits, les fulles es disposen de manera oposada, amb nervadura broquidòdroma. Les flors presenten hipant i acostumen a ser pentàmeres i amb pètals blanquinosos, poden ser sèssils o pedunculades. Les flors poden ser solitàries o agrupades en inflorescències en dicasi amb poques flors, de a 7. L'androceu està format per un elevat nombre d'estams, entre 100 i 720, al gineceu l'ovari conté un nombre de lòculs que oscil·la entre 2 i 6, i entre 12 i 180 òvuls per lòcul. El fruit és una baia piriforme de color verd, groc o vermell, amb un nombre de llavors riniformes que va d'unes poques a més d'un centenar.

## Taxonomia
Aquest gènere va ser publicat per primer cop l'any 1753 al primer volum de l'obra Species Plantarum del botànic suec Carl von Linné (1707-1778).

### Etimologia
Psidium significa "magrana" en llatí),

### Espècies
Dins del gènere Psidium es reconeixen les 96 espècies següents:
- Psidium acidum (Mart. ex DC.) Landrum
- Psidium acranthum Urb.
- Psidium acunae Borhidi
- Psidium acutangulum DC.
- Psidium albescens Urb.
- Psidium amplexicaule Pers.
- Psidium appendiculatum Kiaersk.
- Psidium araucanum Soares-Silva & Proença
- Psidium australe Cambess.
- Psidium bahianum Landrum & Funch
- Psidium balium Urb.
- Psidium brevifolium Alain
- Psidium brevipedunculatum Tuler & Landrum
- Psidium brownianum Mart. ex DC.
- Psidium calyptranthoides Alain
- Psidium cattleyanum Sabine
- Psidium cauliflorum Landrum & Sobral
- Psidium celastroides Urb.
- Psidium cupreum O.Berg
- Psidium cymosum Urb.
- Psidium densicomum Mart. ex DC.
- Psidium dictyophyllum Urb. & Ekman
- Psidium donianum O.Berg
- Psidium eugenii Kiaersk.
- Psidium firmum O.Berg
- Psidium friedrichsthalianum (O.Berg) Nied.
- Psidium fulvum McVaugh
- Psidium ganevii Landrum & Funch
- Psidium glaziovianum Kiaersk.
- Psidium grandifolium Mart. ex DC.
- Psidium grazielae Tuler & M.C.Souza
- Psidium guajava L.
- Psidium guayaquilense Landrum & Cornejo
- Psidium guineense Sw.
- Psidium guyanense Pers.
- Psidium haitiense Alain
- Psidium hotteanum Urb. & Ekman
- Psidium huanucoense Landrum
- Psidium inaequilaterum O.Berg
- Psidium involutisepalum Tuler, Carrijo & Peixoto
- Psidium itanareense O.Berg
- Psidium jacquinianum (O.Berg) Mattos
- Psidium jakucsianum Borhidi
- Psidium kennedyanum Morong
- Psidium langsdorffii O.Berg
- Psidium laruotteanum Cambess.
- Psidium longipetiolatum D.Legrand
- Psidium loustalotii Britton & P.Wilson
- Psidium macahense O.Berg
- Psidium maribense Mart. ex DC.
- Psidium minutifolium Krug & Urb.
- Psidium misionum D.Legrand
- Psidium montanum Sw.
- Psidium munizianum Borhidi
- Psidium myrsinites DC.
- Psidium myrtoides O.Berg
- Psidium nannophyllum Alain
- Psidium navasense Britton & P.Wilson
- Psidium nummularia (C.Wright ex Griseb.) C.Wright
- Psidium nutans O.Berg
- Psidium oblongatum O.Berg
- Psidium oblongifolium O.Berg
- Psidium occidentale Landrum & Parra-Os.
- Psidium oligospermum Mart. ex DC.
- Psidium oncocalyx Burret
- Psidium orbifolium Urb.
- Psidium ovale (Spreng.) Burret
- Psidium parvifolium Griseb.
- Psidium pedicellatum McVaugh
- Psidium pigmeum Arruda
- Psidium pulcherrimum Tuler & C.M.Costa
- Psidium raimondii Burret
- Psidium ramboanum Mattos
- Psidium ratterianum Proença & Soares-Silva
- Psidium refractum O.Berg
- Psidium reversum Urb.
- Psidium rhombeum O.Berg
- Psidium riparium Mart. ex DC.
- Psidium robustum O.Berg
- Psidium rostratum McVaugh
- Psidium rotundatum Griseb.
- Psidium rotundidiscum Proença & Tuler
- Psidium rufum Mart. ex DC.
- Psidium rutidocarpum Ruiz & Pav. ex G.Don
- Psidium salutare (Kunth) O.Berg
- Psidium schenckianum Kiaersk.
- Psidium scopulorum Ekman & Urb.
- Psidium sessiliflorum (Landrum) Proença & Tuler
- Psidium sintenisii (Kiaersk.) Alain
- Psidium sobralianum Landrum & Proença
- Psidium sorocabense O.Berg
- Psidium striatulum DC.
- Psidium suffruticosum O.Berg
- Psidium tenuirame Urb.
- Psidium trilobum Urb. & Ekman
- Psidium urquiolanum Landrum & Z.Acosta

## Ecologia

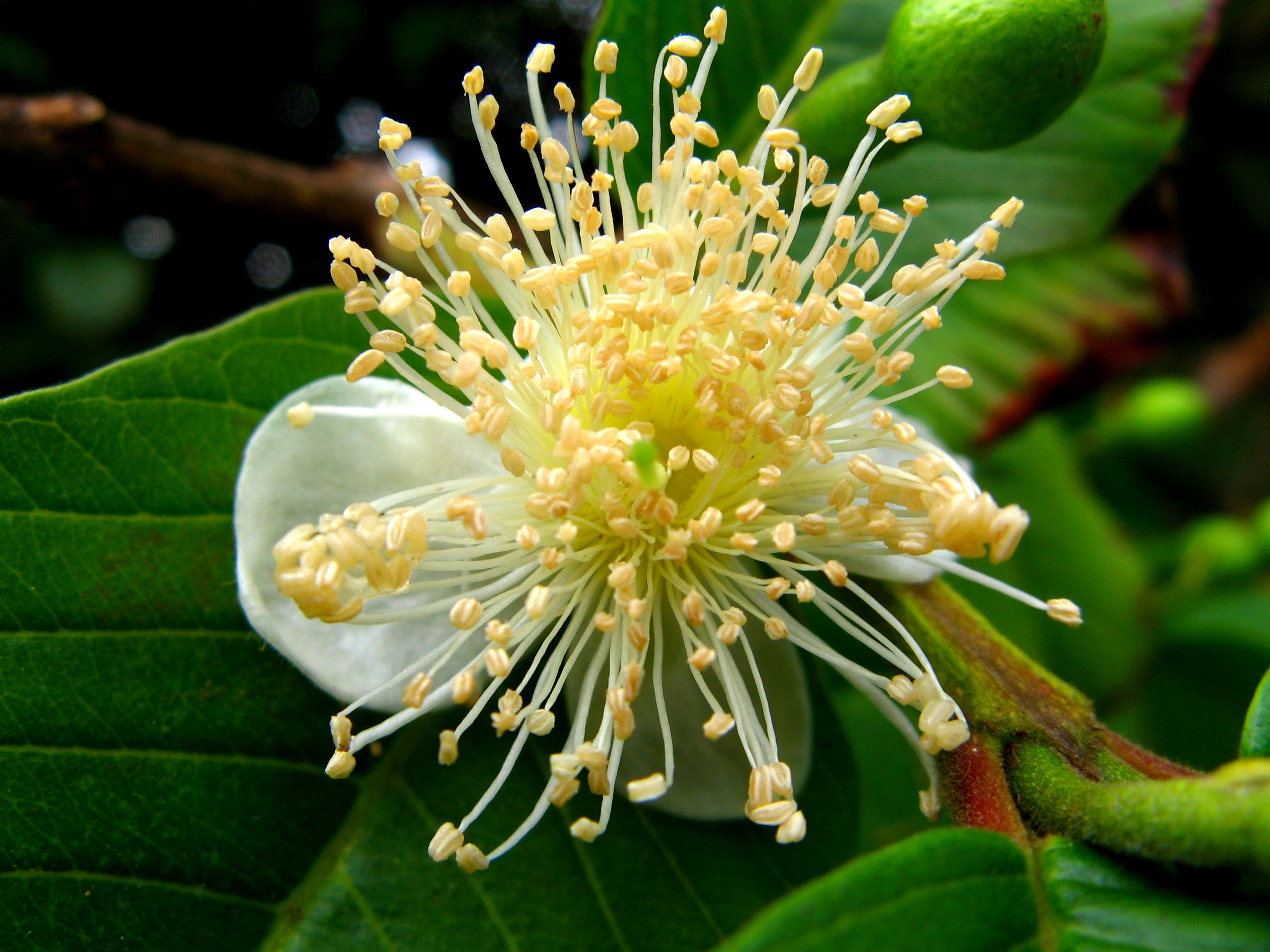
Psidium guajava florida

A algunes regions tropicals algunes espècies han esdevingut espècies invasores com per exemple P. littorale) a Hawaii. D'altra banda altres han esdevingut rares o prop de l'extinció com P. dumetorum a Jamaica.

## Conreu
Només unes poques espècies produeixen fruits mengívols, les varietats cultivars més habituals procedeixen sobre tot del guaiaber (Psidium guajava), també n'hi ha d'altres espècies com ara Psidium cattleyanum, Psidium guineense o Psidium friedrichsthalianum.
Els arbres madurs de moltes espècies poden resistir temperatures de +5 °C cosa que no poden fer els arbres joves. Per això és dels pocs arbres tropicals que en zones temperades poden donar fruit cultivades com plantes d'interior.